# Maria Wisser
Maria Wisser (* ca. 1964 in Allentown, Pennsylvania) ist eine ehemalige US-amerikanische Bahnradsportlerin.
Ab 1979 war Maria Wisser mehrfach Meisterin von Pennsylvania, 1980 und 1981 wurde sie nationale Meisterin. 1983 und 1985 belegte sie jeweils Rang drei bei US-amerikanischen Bahnmeisterschaften im Zeitfahren. Entgegen ihrer Hoffnung wurde sie vom Verband nicht für die Olympischen Spiele in Los Angeles nominiert, zu denen – obwohl im eigenen Land – nur zwei Straßenrennfahrerinnen entsandt wurden. 1985 war sie Mitglied der Nationalmannschaft, startete bei den Bahn-Weltmeisterschaften in Bassano del Grappa und wurde Neunte im Sprint. 1986 wurde sie nationale Meisterin im Sprint und 1987 Vize-Meisterin im Zeitfahren.
1988 musste Wisser ihre Radsport-Karriere beenden, da ihre beiden bisherigen Sponsoren die Förderung des Radsports einstellten.